# آدر
آدر (به اسپانیایی: Ador) یک شهرستان در اسپانیا است که در Safor واقع شده‌است.

## خصوصیات
آدر ۱۳٫۸۰ کیلومترمربع مساحت و ۱٬۵۱۳ نفر جمعیت دارد و ۵۰ متر بالاتر از سطح دریا واقع شده‌است.